# Marcello Giustiniani
Marcello Giustiniani (Ancona, 7 settembre 1901 – Brescia, 15 novembre 1977) è stato un dirigente sportivo italiano.

## Storia
Marcello Giustiniani era un magistrato con la passione del calcio. Egli ricoprì la carica di reggente della Juventus dal 1954 al 1955, insieme a Enrico Craveri (poi sostituito da Umberto Agnelli) e Luigi Cravetto, succedendo a Gianni Agnelli: Giustiniani e Cravetto cedettero nel 1955 la guida del club allo stesso Umberto Agnelli.